# Arrhenia rickenii
Espèce
L'Omphale de Ricken (Arrhenia rickenii) est une espèce de champignons basidiomycètes de la famille des Tricholomataceae.

## Taxonomie
En 1915, Adalbert Ricken présente l'espèce dans l'ouvrage « Die Blätterpilze (Agaricaceae) »sous le nom Omphália muralis (alors rattaché aux Collybiariae).
En 1951 le mycologue allemand Rolf Singer propose un le nom de Leptopus rickenii dans la première édition de son ouvrage « The agaricales in modern taxonomy » mais n'en donne pas de description latine.
En 1960, F.B. Hora publie formellement l'espèce sous le nom d'Omphalina rickenii, et en donne la description latine suivante ː

« Pileo brunneo-griseo vel alutaceo-griseo, plus minus rugoso, striato, margine sub-crenulato, hygrophano, sicco griseo, e convexo-umbilicato infundibuliforme, 5-25 mm. lato, sub-membranaceo, tenaci; lamellis pallide brunneolo-argillaceis, saepe ramosis et placeiformibus, decurrentibus, venoso-connexis; stipite cum pileo concolore, aequali
7-15 × 1-2 mm., glabro, farcto; sapore et odore nullo; sporis in cumulo albis, levibus, cylindraceo-ellipsoidalibus 6-9 × 3-5 μ, non amyloideis; cystidiis et fibuligeris nullis.
Hab. in muris et locis graminosis et arenariis, saepe ad muscos adhaerens. Typus: Bear Wood, Wokingham, Berks, 25 Oct. 1955, in Herb Hora. »

Cette description est validée en 1975 par Singer dans la 3e édition de son ouvrage mais l'espèce est recombinée sous le genre Leptoglossum.
Elle est enfin placée dans le genre Arrhenia par Roy Watling en 1988 (publié en 1989).

## Écologie
Espèce croissant parmi les mousses, dans les pelouses et sur les murs.
Elle se rencontre en Europe de l'Ouest, depuis la péninsule ibérique jusqu'au sud de la Scandinavie.
Elle s'observe habituellement d'octobre à janvier.

## Comestibilité
Sans goût ni odeur.

## Espèces proches et confusions possibles
- Arrhenia salina (Høiland) M. Bon & Courtecuisse (= Leptoglossum littorale)[5]